# Toleman TG184
O  TG184  é o modelo da Toleman da temporada de 1984 de F-1. Condutores: Ayrton Senna, Johnny Cecotto, Stefan Johansson e Pierluigi Martini. A equipe estreou o novo modelo a partir da quinta etapa, o GP da França. No GP da Itália, Martini não conseguiu tempo suficiente para o grid de largada.

## Cronologia do TG184
1984 - TG184: Ayrton Senna, Johnny Cecotto, Stefan Johansson e Pierluigi Martini

## Resultados[1]
(legenda) (em itálico indica volta mais rápida)
| Ano  | Chassi | Motor              | Pneus | Nº | Pilotos           | 1   | 2   | 3   | 4   | 5   | 6   | 7   | 8   | 9   | 10  | 11  | 12  | 13  | 14  | 15  | 16  | Pontos   | Posição |  |
| ---- | ------ | ------------------ | ----- | -- | ----------------- | --- | --- | --- | --- | --- | --- | --- | --- | --- | --- | --- | --- | --- | --- | --- | --- | -------- | ------- |  |
|      |        |                    |       |    |                   |     |     |     |     |     |     |     |     |     |     |     |     |     |     |     |     |          |         |  |
|      |        |                    |       |    |                   | BRA | RSA | BEL | SMR | FRA | MON | CAN | USE | USA | GBR | GER | AUT | NED | ITA | EUR | POR |          |         |  |
| 1984 | TG184  | Hart 415T L4 Turbo | M     | 19 | Ayrton Senna      |     |     |     |     | Ret | 21  | 7   | Ret | Ret | 3   | Ret | Ret | Ret |     | Ret | 3   | 142 (16) | 7°      |  |
| 1984 | TG184  | Hart 415T L4 Turbo | M     | 19 | Stefan Johansson  |     |     |     |     |     |     |     |     |     |     |     |     |     | 4   |     |     | 142 (16) | 7°      |  |
| 1984 | TG184  | Hart 415T L4 Turbo | M     | 20 | Johnny Cecotto    |     |     |     |     | Ret | Ret | 9   | Ret | Ret | NQ  |     |     |     |     |     |     | 142 (16) | 7°      |  |
| 1984 | TG184  | Hart 415T L4 Turbo | M     | 20 | Pierluigi Martini |     |     |     |     |     |     |     |     |     |     |     |     |     | NQ  |     |     | 142 (16) | 7°      |  |
| 1984 | TG184  | Hart 415T L4 Turbo | M     | 20 | Stefan Johansson  |     |     |     |     |     |     |     |     |     |     |     |     |     |     | Ret | 11  | 142 (16) | 7°      |  |

↑1  Prova encerrada com 31 voltas por causa da chuva. Como o número de voltas da corrida não teve 75% da distância percorrida, foi atribuído metade dos pontos.
↑2  Da primeira até a quarta prova do campeonato utilizou o TG183B marcando 2 pontos (16 no total).